# Francis Llewellyn Griffith
Francis Llewellyn Griffith (Brighton, 27 de maio de 1862 - 1934) foi um egiptólogo inglês do final do século XIX e início do século XX.

## Carreira
Griffith trabalhou como estudante para o The Egypt Exploration Fund (EEF) (mais tarde conhecido como Egypt Exploration Society), uma sociedade fundada em 1882 por Amelia Edwards e Reginald Stuart Poole. Esta sociedade financiou escavações no Egito e ofereceu oportunidades para que os alunos aprendizes aprendessem a escavar e deu aos aspirantes a egiptólogos a chance de publicar suas descobertas. Griffith foi instado por seu professor a escrever para Flinders Petrie, um egiptólogo que trabalhava para a EEF, para ver se ele poderia servir como assistente. Ele não tinha dinheiro para se financiar, e Petrie e Edwards conseguiram convencer a EEF a financiar Griffith por meio de uma bolsa de estudos. Griffith treinou com Flinders Petrie na escavação de Naukratis do Fundo.  Ele também apresentou relatórios sobre Tell Nebesheh e Tell Gemayemi durante uma das primeiras reuniões anuais do Fundo de Exploração do Egito. Foi neste relatório que ele agradeceu a Petrie: "Não posso concluir sem expressar minhas profundas obrigações para com o Sr. Petrie por ter aberto para mim tão livremente os ricos estoques de método e experiência que sua habilidade incomparável acumulou". Depois que Petrie deixou o Fundo de Exploração do Egito, Griffith continuou a trabalhar para a sociedade sob a direção de Edouard Naville.

## Publicações
- 1889: The inscriptions of Siut and Dêr Rîfeh. Londres: Trübner. (Versão online no Internet Archive)
- 1898: Hieratic papyri from Kahun and Gurob (principally of the middle kingdom. Londres: Quaritch. (Versão online no Internet Archive)
- 1900: Stories of the High Priests of Memphis: the Dethon of Herodotus and the Demotic tales of Khamuas. Oxford: Clarendon Press. (Versão online no Internet Archive)
- 1904-1921: The Demotic Magical Papyrus of London and Leiden. 3 vols. Oxford: Clarendon Press. Versão online vol. 1, vol. 3 no Internet Archive)
- 1911: Karanòg: the Meroitic inscriptions of Shablul and Karanòg. Filadélfia: University Museum. (Versão online no Internet Archive)

## Fonte
- GARDINER, Alan H. "Francis Llewellyn Griffith". In: The Journal of Egyptian Archaeology, vol. 20, nº 1/2. Londres: Egypt Exploration Society, 1934, pp. 71-77. Disponível em: http://www.jstor.org/stable/3855006